# Kérouané
Kérouané (o Kérouane) és una població del sud-est de Guinea, capital de la prefectura de Kérouané; forma part de la regió de Kankan. El 2014 la seva població era de 36.355 habitants.

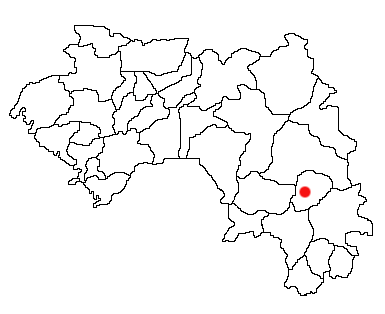
Situació

## Història

### Conquesta francesa
El comandant superior del territori del Sudan Francès, Humbert, va decidir avançar cap a Kérouané on pensava instal·lar un a posició militar que afermaria l'autoritat francesa a la vall del riu Milo. Va sortir de Bissandougou el 22 de gener i es va dirigir al sud; a Bokhodougou, la cavalleria va topar amb els sofes i després d'un curt intercanvi de trets prop de Fabala, va agafar posicions a la riba esquerra del Ouassa-Ko. Humbert va atacar als sofes que barraven la ruta i després d'un fort enfrontament aquests darrers es van dispersar perseguits pels spahis. Els presoners van revelar que més al sud, a Faradougou, i havia una posició molt forta. El 24 de gener la columna es va acostar a Faradougou, i va atacar a l'enemic que recuperat de la sorpresa va fer un moviment de canvi de front però els francesos van atacar amb diverses forces a la vora del Diassa-Ko que van creuar i encara que van resistir amb energia van acabar retirant-se. L'endemà la columna va arribar a Baratoumboun, a la riba del Bécé-Ko i s'enfrontà altre cop a les bandes de Samori que ocupaven la població i el marigot; les posicions del riu foren assaltades a la baioneta i els sofes es van retirar; els spahis van provar de travessar el riu amunt o avall però no van poder i quan ho van fer pel gué, ja no van poder atrapar a Samori que altra vegada se'ls escapava. Els francesos van tenir dos morts i 7 ferits (entre els quals el tinent Salvat). Van passar la nit a Talibacoro.
El 26 de gener van continuar cap al sud per una plana fèrtil d'amplada 8 km al fons de la qual estaven Sanankoro i Kérouané. Les dues poblacions foren incendiades pels sofes que es van refugiar a la riba esquerra del Milo emportant-se a la població. Només una banda va restar a Kérouané i va presentar alguna oposició però també va acabar passant el riu. La columna francesa va acampar a la rodalia de Kérouané.
Samori va canviar de tàctica i va decidir establir la defensa en rius poc franquejables i terrenys impracticables. Mentre el comboi d'aprovisionament de Dunoyer va arribar altre cop Kankan, però en el camí havia tingut dificultats a Sana fou atacat per un grup de sofes que foren mantinguts a distància; el capità Sansarric va quedar rodejat per un grup de cavallers sofes; el tinent Belleville el va anar a ajudar i ho va aconseguir però va resultar mort en la lluita; l'endemà, en revenja, els francesos van parar una emboscada als sofes, que hi van caure patint unes quantes baixes; el 27 de gener estava a Bissandougou.
El 5 de febrer Humbert va enviar ordres a Dunoyer de portar els queviures a Kérouané. Humbert mateix el va anar a rebre deixant a Kérouané a la infanteria de marina, la 3ª companyia, una peça de 80 mm i un terç dels spahis. Advertit que hi havia enemics a Talibacoro, va girar a l'est al llarg de les muntanyes del Goye; el seu objectiu era distreure als sofes del comboi de provisions; a la nit va acampar a Alamana (3 kilòmetres à l'est de Talibacoro). L'endemà 6 de febrer, veient que no podia sorprendre a les forces de Samori, es va dirigir a Baratoumboun per trobar al capità Dunoyer, però aquest, advertit de forces enemigues a Talibacoro, havia retrocedit a Niakalémory.
De fet Dunoyer havia esperat ordres fins al dia 4 i al no rebre res, d'acord amb el capità Bonnier (recuperat de la seva ferida) i el capità Péroz (retornat de Sikasso), va marxar cap a Kérouané amb els portadors, la 2ª companyia d'auxiliars i alguns spahis. Va arribar fins al Diassa-Ko però després es va veure rodejat per totes parts pels sofes i després de 10 hores de marxa penosa va acampar la nit del dia 5 a Madiarédougou. Allí va saber que els sofes eren en bon nombre a Talibacoro, i com que no podria resistir un atac es va retirar a Niakalémory, advertint del seu moviment per un missatger enviat a Kérouané.
Humbert va anar a Niakalémory on va trobar el comboi i les dues columnes van marxar aleshores cap a Kérouané on van arribar el 8 de febrer; mentre els sofes s'havien concentrar a Faradougou per barrar una eventual retirada francesa.

### Operacions del març i abril
Kérouané i Sanankoro estaven situades a 4 kilòmetres una de l'altre; els francesos es van establir a la tata de Kérouané (construïda per Samori) que va esdevenir una posició fortificada.
A final de febrer la posició de Kérouané fou organitzada; només mancava el seu aprovisionament. Humbert va decidir anar amb totes les tropes a Bissandougou per formar un comboi que després portaria a Kérouané. El capità Dunoyer es va quedar en aquesta població amb la 3ª companyia i la bateria de 80 mm. La població estava ben aprovisionada perquè durant molts dies els vehicle havien estat funcionant des de Kankan portant material per Kérouané.
El 9 de març els aprovisionaments per Kérouané estaven preparats i Humbert va ordenar la sortida per tornar allí; es va formar una columna d'avituallament que marxava precedida d'un altra de combat a un dia de distància. Fins a Bokhodougou, la marxa es va fer sense incidents; l'endemà van arribar a Fabala on foren acollits per trets per les bandes de Karamoko, Alpha i Kali, que s'havien parapetat al riu Ouassa-Ko. La 9ª companyia va assaltar el riu i va dispersar als sofes; una mica més lluny la columna fou altre cop aturada al riu Diassa-Ko però van poder passar mercès a l'artilleria que van instal·lar a l'altiplà de Faradougou i els sofes es van retirar dos quilòmetres més enllà del riu. El 100 i 11 de març les tropes van fer nit a Faradougou esperant al comboi de provisions, ja que en endavant (fins al riu Bécé-Ko) la regió era muntanyosa i no era prudent anar separats; fins a Madiarédougou, van fer el camí gairebé junts. Mentre Samori va reunir les seves bandes (uns 3000 guerrers) a la riba esquerra del Bécé-Ko i estava disposat a impedir el pas d'aquest riu.
Humbert va deixar el comboi de provisions a Madiarédougou (14 de març) sota custòdia d'una companyia d'auxiliars i amb la resta va atacar als sofes. Aquests es van veure atacats per tot arreu i van fugir en desordre; Samori ja preveia que el centre s'enfonsaria i comptava en atacar llavors els flancs i ocupar als francesos i mentre enviar a la seva reserva contra el comboi. Però el pla va fracassar perquè les ales franceses van aguantar i la posició d'algunes companyies franceses que van anar a acampar a Talivaoro, prop del comboi, el feia inviable. El 15 de març van fortir de les muntanyes i van entrar a la plana de Sanankoro-Kérouané.
A Kamendougou el comboi i la columna militar es van separar; Humbert es va dirigir a Kérouané amb el comboi i el gruix principal de les forces i el comandant Bonnier fou enviat al sud-oest a buscar provisions a la zona de l'angle del Baoulé i el Milo. Bonnier va creuar el Milo pel gué de Lélengué i va avançar fins a Sabaridougou que va cremar igual que altres llogarets veïns; però davant de les pluges i el buit que li feien els sofes, va retornar a Kérouané.
Durant els dies d'absence del tinent coronel Humbert, el capità Dunoyer va aprofitar que els sofes seguien a la columna per saquejar la rodalia i va capturar 800 bous, 50 cabres i 8000 indígenes malinkes i peuls que foren repartits per la rodalia de la posició.
La hivernada s'acostava, els europeus es posaven malalts (el capità Harmond, afectat de febre biliosa hematúrica va morir el 10 de març) i Humbert, l'obsessió del qual era l'avituallament, va sortir de Kérouané després de formar la guarnició local composta de la companyia de sudanesos (tinents Salvat i Voulet), la tercera companyia de regulars (tinents Biétrix, Bunas i Laurent), tres peces de 80 mm (tinent Raimbaud); dps canons de 37; une milícia mobil i els indígenes establerts a la rodalia. Tenien queviures per deu mesos. El capita Wintemberger fou nomenat resident amb el tinent Andlauer com adjunt, i el metge Boissier com a cap de sanitat. Humbert va tornar a Bissandougou i més tard a Kayes (maig) on va renunciar a un any més de govern que se li havia concedit; es va designar successor interí al tinent coronel Lefevre però aquest es va posar malalt a Saint Louis del Senegal abans de poder marxar a prendre possessió, i llavors es va designar al comandant Bourgey al qual Humbert va entregar el comandament interí el 12 de juliol.

### Setge de Kérouané
Una vegada Humbert va abandonar Kérouané els sofes no van tardar en assetjar aquesta posició. El 23 de març van intentar un cop de mà sobre Sanankoro; uns dies després van atacar Sanankoro i Kérouané però es van retirar al cap d'una hora. Els francesos van saber per la població civil que el propi Samori estava a Kabadianbara i les seves bandes s'estenien fins a Bissandougou. El capità Wintemberger va planejar apoderar-se de l' almamy i ho va encarregar al tinent Biétrix. El 20 de març aquest tinent va avançar de nit amb la seva companyia però foren descoberts; tot i així va passar el Baoulé més amunt de Kabadianbara, i es va llençar contra el poblat on es suposava que era Samori que va aconseguir escapar sacrificant a la seva guàrdia que va resistir fins a morir. Però els sofes es van donar compte que els francesos eren pocs i van contraatacar; Biétrix ferit fou substituït per Bunas; aquest va fer evacuar l'oficial en cap però aquest va rebre una bala estant a la llitera i va morir. A la nit del sia següent 2 d'abril van poder tornar a Kérouané.
A l'abril les forces adverses es repartien per la plana de Kérouané-Sanankoro: Samori, amb 800 hommes, era a Kabadianbara; N'Golo amb 300 homes era a Khendoba; grups menors eren a les muntanyes de l'est; al nord Kali i Alpha tenien 1000 homes i ocupaven la ruta de Bissandougou. En total uns 2000 homes en un radi d'entre 10 i 40 km. Els mesos d'abril i maig els francesos van fer diversos reconeixements a l'entorn de Kérouané i Sanankoro. A partir de maig Samori va deixar de rebre armament dels britànics de Sierra Leone, el Kouranko es va revoltar i Samori va començar a perdre la confiança en alguns dels seus caps de bandes. Llavors es va acostar a Tieba de Sikasso (Kenedugu) que poc abans li havia ofert una aliança; el 9 de maig Samori va abandonar Kabadianbara per anar a Guéléba (a l'est del riu Dion). La seva intenció era abandonar a França la riba esquerra del Dion i crear un nou regne a Nafana; aquí va trobar al seu lloctinent Sékou-ba que, des de 1891, intentava conquerir els territoris de l'alt Cavally i del Bandama. Kali i Alpha es quedarien on eren per protegir el despalaçament del seu cap.
El 10 de maig la companyia de sudanesos del tinent Salvat va sorprendre el campament d'Alpha prop de Kamendougou; uns dies després (18 de maig) el mateix Salvat va intentar capturar a N'Golo établert a Oussouma, però foren desconberts; N'Golo es va reunir amb Samori a l'est.
El capità Wintemberger va organitzar les dues posicions que dirigia (Sanankoro-Kérouané). El juny ja havia format una companyia auxiliar de 80 homes i un escamot de 20 cavallers entre els refugiats bambares. Però després va morir de malaltia. Durant tota la hivernada la guarnició va romandra assetjada i ho va restar fins al gener de 1893. Al juny el cap de banda Kali va entrar a Koumbaouléni, al sud de Kankan, per tallar les comunicacions entre Bissandougou i Kankan. El capità Ponsignon va enviar una secció de tiradors manada pel tinent Seal que va atrapar als sofes el 13 de juny, els va foragitar i els va fer 4 presoners. La pròpia gent de la població va fer sortides atrapant sovint alguns sofes.